# Eriborus similis
Eriborus similis är en stekelart som beskrevs av Setsuya Momoi 1970. Eriborus similis ingår i släktet Eriborus och familjen brokparasitsteklar. Inga underarter finns listade i Catalogue of Life.